# Rivadizo de Mella
Rivadizo de Mella (en gallego y oficialmente, Ribadiso) es una aldea española, actualmente despoblada, que forma parte de la parroquia de Boimorto, del municipio de Boimorto, en la provincia de La Coruña.

## Demografía
| Gráfica de evolución demográfica de Rivadiso de Mella entre 2000 y 2018 |
|                                                                         |
| Datos según el nomenclátor publicado por el INE.                        |